# Janez Rupar
Janez Rupar, slovenski veteran vojne za Slovenijo, * 16. junij 1970.

## Odlikovanja in nagrade
Leta 1992 je prejel častni znak svobode Republike Slovenije z naslednjo utemeljitvijo: »za izjemne zasluge pri obrambi svobode in uveljavljanju suverenosti Republike Slovenije«.